# Генеральное следствие о поместьях
Генеральное следствие о поместьях — ревизия и разграничение земельной собственности в Гетманщине, проведённые в 1729—1730 годах правительством Российской империи проведенная по приказу гетмана Даниила Апостола с целью установления точного числа дворов податного населения, проверки законности прав на имения казацкой старшины, шляхты и православного духовенства. Были охвачены все 10 левобережных полков. Описание имений начали летом 1729 года специально предназначенные канцеляристы, которые, переезжая из одного населенного пункта в другой, собирали сведения от старожилов о времени основания имений и об их владельцах. Предоставление недостоверных данных могло привести к суровому наказанию: отбор имущества, ареста и физической экзекуции. Одновременно делались копии жалованных грамот, универсалов гетманов, «писем» полковников, распоряжений Генеральной военной канцелярии и Малороссийской коллегии, которые определяли права и формы собственности, уточняли границы угодий разных лиц, монастырей, сельских общин, магистратов и т. д. Полковые книги генерального следствия в январе 1731 года были доставлены в гетманскую резиденцию — г. Глухов. По материалам следствия все имения были разделены на разряды: ранговые, частные, ратушные и магистратские, монастырские, свободные войсковые, сомнительные. В течение 1893—1931 годов в Киеве, Чернигове и Харькове осуществлена публикация книг генерального следствия полков: Гадяцкого, Киевского, Переяславского, Прилуцкого, Нежинского, Черниговского, Миргородского, Стародубского и Лубенского полка. Оригинал книги Полтавского полка хранится в Российском архиве древних актов, подготовлен к печати в Москве. Также микрокопии доступны в Центральном государственном историческом архиве Украины (ЦГИАК Украины) в Киеве.